# Micromeria suborbicularis
Micromeria suborbicularis là một loài thực vật có hoa trong họ Hoa môi. Loài này được (Alain) Borhidi mô tả khoa học đầu tiên năm 1980 publ. 1981.